# Закал
Закал (словен. Zakal) — поселення в общині Камник, Осреднєсловенський регіон, Словенія. Висота над рівнем моря: 528,6 м.